# Fragile (Sting)
"Fragile" is een nummer van de Engelse muzikant Sting. Het verscheen in 1987 als albumnummer op ...Nothing Like the Sun. Er zijn ook versies in het Spaans ("Fragilidad") en Portugees ("Frágil") van opgenomen, die in februari 1988 op de extended play Nada como el sol verschenen. In april 1988 gaf A&M Records de oorspronkelijke versie als single uit. De Portugese versie stond op de B-kant van de Britse en Nederlandse uitgave. De Spaanse versie stond op de B-kant van de Amerikaanse uitgave. Een op 11 september 2001 live opgenomen versie stond op het album ...All This Time en werd op 1 november 2001 als single uitgegeven.

## Achtergrond
Sting schreef het nummer naar aanleiding van de moord op Ben Linder, die vrijwilligerswerk verrichtte in Nicaragua en daar door de Contra's om het leven werd gebracht. Het is een nummer over geweld en de kwetsbaarheid van het leven in het licht van terrorisme, pistolen en kogels. We zijn kwetsbare wezens, aldus Sting. De betekenis van het nummer staat voor hem echter niet vast. Zo vertelde Sting in 1994 in een interview dat hij bij het zingen van "Fragile" dacht aan Bosnië en Joegoslavië. De populariteit van het nummer nam toe na de aanslagen op 11 september 2001. Hij bracht het ook ten gehore tijdens het benefietconcert America: A Tribute to Heroes. Tijdens een optreden naar aanleiding van de olieramp in de Golf van Mexico droeg Sting "Fragile" op aan de slachtoffers van die ramp en uitte hij zijn zorgen over de kwetsbaarheid van het ecosysteem.

## Bezetting
Onderstaand overzicht is (nog) niet compleet.
- Sting – zang, akoestische gitaar

## Hitnoteringen

### Nederlandse Top 40
| Hitnotering in de Nederlandse Top 40: | Hitnotering in de Nederlandse Top 40: | Hitnotering in de Nederlandse Top 40: | Hitnotering in de Nederlandse Top 40: | Hitnotering in de Nederlandse Top 40: | Hitnotering in de Nederlandse Top 40: | Hitnotering in de Nederlandse Top 40: | Hitnotering in de Nederlandse Top 40: | Hitnotering in de Nederlandse Top 40: | Hitnotering in de Nederlandse Top 40: | Hitnotering in de Nederlandse Top 40: |
| Week:                                 | 1                                     | 2                                     | 3                                     | 4                                     | 5                                     | 6                                     | 7                                     | 8                                     | 9                                     | 10                                    |
| ------------------------------------- | ------------------------------------- | ------------------------------------- | ------------------------------------- | ------------------------------------- | ------------------------------------- | ------------------------------------- | ------------------------------------- | ------------------------------------- | ------------------------------------- | ------------------------------------- |
| Positie:                              | 29                                    | 15                                    | 11                                    | 10                                    | 11                                    | 13                                    | 19                                    | 25                                    | 40                                    | uit                                   |

### UK Singles Chart
| Hitnotering in de UK Singles Chart: | Hitnotering in de UK Singles Chart: | Hitnotering in de UK Singles Chart: | Hitnotering in de UK Singles Chart: | Hitnotering in de UK Singles Chart: | Hitnotering in de UK Singles Chart: |
| Week:                               | 1                                   | 2                                   | 3                                   | 4                                   | 5                                   |
| ----------------------------------- | ----------------------------------- | ----------------------------------- | ----------------------------------- | ----------------------------------- | ----------------------------------- |
| Positie:                            | 70                                  | 70                                  | 82                                  | 96                                  | uit                                 |

### NPO Radio 2 Top 2000
| Nummer met noteringen in de NPO Radio 2 Top 2000 | '99 | '00 | '01 | '02 | '03 | '04 | '05 | '06 | '07 | '08 | '09 | '10 | '11 | '12 | '13 | '14 | '15 | '16 | '17 | '18 | '19 | '20 | '21 | '22 | '23 | '24 |
| ------------------------------------------------ | --- | --- | --- | --- | --- | --- | --- | --- | --- | --- | --- | --- | --- | --- | --- | --- | --- | --- | --- | --- | --- | --- | --- | --- | --- | --- |
| Fragile                                          | 136 | 249 | 99  | 118 | 99  | 105 | 98  | 90  | 115 | 98  | 117 | 110 | 111 | 78  | 74  | 86  | 95  | 102 | 110 | 155 | 150 | 130 | 150 | 164 | 140 | 176 |

1. ↑  Een vetgedrukt getal geeft de hoogste notering aan.

### Evergreen Top 1000
| Evergreen Top 1000 | Evergreen Top 1000 | Evergreen Top 1000 | Evergreen Top 1000 | Evergreen Top 1000 | Evergreen Top 1000 | Evergreen Top 1000 | Evergreen Top 1000 | Evergreen Top 1000 | Evergreen Top 1000 | Evergreen Top 1000 | Evergreen Top 1000 | Evergreen Top 1000 | Evergreen Top 1000 | Evergreen Top 1000 | Evergreen Top 1000 | Evergreen Top 1000 |
| Jaar               | 2008               | 2009               | 2010               | 2011               | 2012               | 2013               | 2014               | 2015               | 2016               | 2017               | 2018               | 2019               | 2020               | 2021               | 2022               | 2023               |
| ------------------ | ------------------ | ------------------ | ------------------ | ------------------ | ------------------ | ------------------ | ------------------ | ------------------ | ------------------ | ------------------ | ------------------ | ------------------ | ------------------ | ------------------ | ------------------ | ------------------ |
| Positie            | -                  | -                  | -                  | -                  | -                  | -                  | -                  | -                  | 788                | 254                | 225                | 176                | 205                | 263                | 227                | 196                |